# Ontika
Ontika este o arie protejată (arie specială de conservare — SAC, sit de importanță comunitară — SCI) din Estonia întinsă pe o suprafață de 254,4 ha, integral pe uscat.

## Localizare
Centrul sitului Ontika este situat la coordonatele 59°25′40″N 27°25′34″E / 59.4278°N 27.426°E.

## Înființare
Situl Ontika a fost declarat sit de importanță comunitară în aprilie 2004 pentru a proteja 1 specie de plante. Situl a fost protejat și ca arie specială de conservare în august 2004.

## Biodiversitate
Situată în ecoregiunea boreală, aria protejată conține 3 habitate naturale: Păduri caducifoliate bătrâne naturale hemiboreale fino-scandinave (Quercus, Tilia, Acer, Fraxinus sau Ulmus) bogate în specii epifite, Păduri fino-scandinave bogate în ierburi cu Picea abies, Păduri caducifoliate de mlaștină fino-scandinave.
La baza desemnării sitului se află o specie protejată de  plante: Cinna latifolia.
Pe lângă speciile protejate, pe teritoriul sitului au mai fost identificate 3 specii de plante.